# سفارة روسيا في التشيك
سفارة روسيا في التشيك هي أرفع تمثيل دبلوماسي لدولة روسيا لدى التشيك. تقع السفارة في براغ وهي تهدف لتعزيز المصالح الروسية في التشيك.

## وصلات خارجية
- قائمة سفارات روسيا
- قائمة السفارات في التشيك